# Opatovice (Praha)
Opatovice (německy Opatowitz) je zaniklá ves na území Prahy mezi kostelem sv. Michala a kostelem sv. Petra na Zderaze (podle Viléma Lorence mezi dnešní Pštrossovou a Spálenou, podle V. V. Tomka v okolí ulic Černé a Opatovické).

## Historie

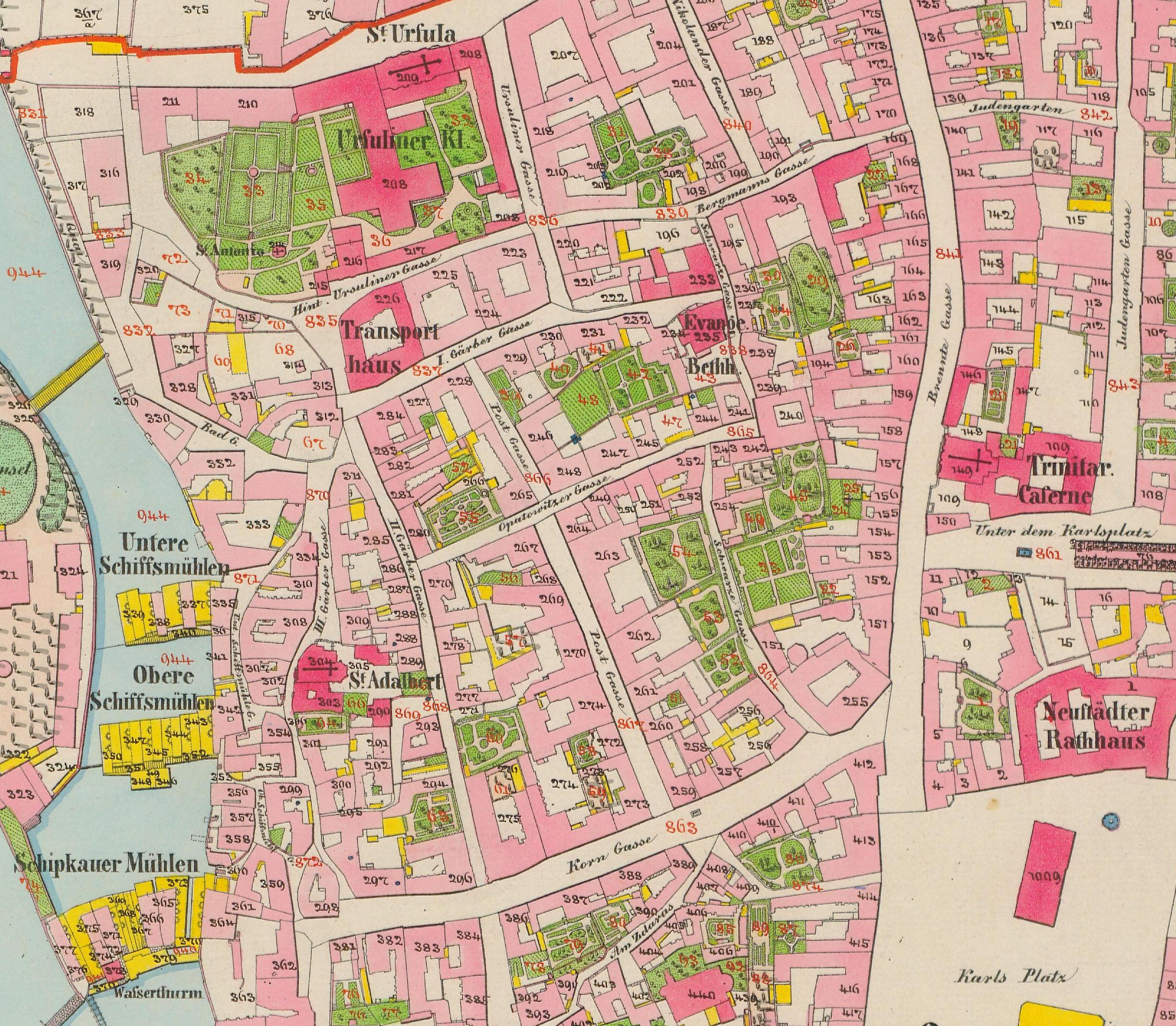
Území zaniklé obce Opatovice a jeho okolí na císařském otisku mapy Stabilního katastru, stav v roce 1852.

Ves vznikla na území věnovaném panovníkem kladrubskému klášteru při jeho založení (1115). Románský kostel sv. Michala byl v 2. polovině 13. století přestavěn na gotický kostel s hřbitovem a budovou fary. Dům kladrubského kláštera stával na místě domu čp. 158 v Opatovické ulici.
Při založení Nového Města se Opatovice staly jeho součástí – jejich jméno se zachovalo v názvu ulice Opatovické, jejich kostel sv. Michala byl v roce 1511 zaklenut síťovou klenbou, a poté, co byl v roce 1787 zrušen, koupili jej roku 1789 němečtí luteráni.